# Gastroparésie
 Mise en garde médicale
La gastroparésie est un trouble de vidange gastrique.

## Mécanisme
Elle se produit lorsque les nerfs de l'estomac sont lésés. La régulation du mouvement des aliments dans l'appareil digestif (péristaltisme) est empêchée : la progression des aliments est alors ralentie, voire stoppée, ce qui implique une vidange gastrique plus longue.

## Causes
Il s'agit d'une complication du diabète de type 1 (20 % des diabétiques de type 1). On la rencontre également, mais moins souvent chez les personnes atteintes de diabète de type 2. Les autres causes sont les suites d'une chirurgie gastrique, une maladie de Parkinson, ou un Syndrome d'Ehlers-Danlos. Elle n'a pas d'explication dans plus d'un tiers des cas (« gastroparésie idiopathique »).

## Symptômes
Elle peut entraîner des nausées ou des vomissements alimentaires, une perte d'appétit, des ballonnements ou des douleurs abdominales. Son évolution est sur le mode cyclique pour certains avec des phases d'amélioration suivies d'une exacerbation, tandis que d'autres vivent avec des symptômes quotidiens.

## Diagnostic
Le temps de vidange gastrique peut être estimé par une scintigraphie : un traceur radioactif est ingéré en même temps qu'un repas et une imagerie abdominale est faite à plusieurs temps, jusqu'à quatre heures après. Une variante consiste à déterminer le temps où un traceur ingéré arrive dans l'air expiré. Il existe également des capsules électroniques qui peuvent être avalées et enregistrer différents paramètres.

## Traitement
La Société américaine de gastro-entérologie a publié des recommandations sur la prise en charge des gastroparésies en 2013.
Dans les formes sévères, une réhydratation ainsi qu'une correction des troubles électrolytiques est nécessaire.
Plusieurs mesures diététiques peuvent parfois améliorer les symptômes : repas fractionné ou plus long, pauvre en graisses, sans caféine, alcool ou tabac, avec une promenade « digestive ».
Le métoclopramide et le dompéridone améliorent les symptômes de la gastroparésie du diabétique. Les antidépresseurs tricycliques ont une certaine efficacité dans la dyspepsie mais pas dans la gastroparésie. Pour les formes réfractaires aux traitements proposés, les symptômes peuvent être améliorés grâce à la mirtazapine. 
Parmi les traitements antidiabétiques, le liraglutide augmente le temps de vidange gastrique. Chez les patients atteints d'une gastroparésie diabétique, un traitement par insulinothérapie continue permet d'améliorer significativement le contrôle du diabète et peut améliorer les symptômes,.
Les traitements médicamenteux le plus sont prokinétiques, ils accélèrent la motilité gastrique pour soulager la gastroparésie.
Dans les formes rebelles, une chirurgie peut être proposée (gastrectomie).